# Sex Sleep Eat Drink Dream
Singles de King Crimson
People
(1995) Level Five
(2001)
Sex Sleep Eat Drink Dream est la treizième chanson de l'album THRAK, du groupe King Crimson, et a donné son nom à un single, paru en 1995.
Le single fait apparaître deux titres enregistrés en live. Le premier provient du concert du 1er juillet 1995 à Los Angeles, et le second d'un concert à Córdoba, en Argentine, en octobre 1994.

## Titres
1. Walking on Air* (Belew, Bruford, Fripp, Gunn, Levin, Mastelotto) - 5:29
2. Sex Sleep Eat Drink Dream (Belew, Bruford, Fripp, Gunn, Levin, Mastelotto) - 3:42
3. Heartbeat** (Belew, Bruford, Fripp, Levin) - 3:55
4. One Time (Belew, Bruford, Fripp, Gunn, Levin, Mastelotto) - 4:00
5. Silent Night (Franz Guber, Josef Mohr, John Young) - 2:50

*Enregistrée le 1er juillet 1995, à Los Angeles.
**Enregistrée en octobre 1994, à Córdoba, Argentine.

## Musiciens
- Robert Fripp : guitare, mellotron
- Adrian Belew : guitare, chant
- Tony Levin : basse, contrebasse électrique, chant
- Trey Gunn : Chapman stick, chant
- Bill Bruford : batterie, percussions
- Pat Mastelotto : batterie, percussions